# آکاری کوریشیما
آکاری کوریشیما (انگلیسی: Akari Kurishima؛ زادهٔ ۱۴ سپتامبر ۱۹۹۴) بازیکن فوتبال است که در تیم ملی فوتبال زنان ژاپن بازی کرده‌است.